# Bellflower, California
Bellflower là một thành phố ở quận Los Angeles, California, Hoa Kỳ, ngoại vi của Los Angeles. Thành phố này được lập ngày 3 tháng 9 năm 1957. Theo điều tra dân số năm 2000, thành phố này có dân số 72.878 người.
Bellflower nằm ở tọa độ 33°53′17″B 118°7′39″T / 33,88806°B 118,1275°TĐã đưa tham số không hợp lệ vào hàm {{#coordinates:}} (33.888165, -118.127604)1.
Theo Cục điều tra dân số Hoa Kỳ, thành phố này có tổng diện tích 15,9 km² (6,2 mi²), trong đó có 15,7 km² (6,1 mi²) diện tích mặt đất cà 0,2 km² (0,1 mi²) mặt nước.
Bellflower giáp Downey về phía bắc, Norwalk về phía đông bắc, Cerritos về phía đông nam, Lakewood về phía nam, Long Beach về phía tây nam và Paramount về phía tây.
Đây là nơi có ca sinh 8 Suleman vào tháng 1 năm 2009.